# ペーター・フォン・ビロン
ペーター・フォン・ビロン（Peter von Biron、1724年2月15日 - 1800年1月13日）は、最後のクールラント公（在位：1769年 - 1795年）。

## 生涯
ビロンは後にクールラント公となるエルンスト・ヨハン・フォン・ビロンと、その妻ベニグナ・フォン・トロタとの間にで生まれた。1740年、ビロンは父の政治的失脚に伴い、家族とともにシベリアへの流刑を受けている。1769年に父からクールラント・ゼムガレン公国を相続したが、ビロンは公国の統治権を放棄する代わりに高額な年金をロシア帝国から受け取り、1795年には領土を正式にロシアへ譲渡した。
1771年11月7日、王立協会フェローに選出された。
ロシア政府から受け取った年金で、ベルリンのウンター・デン・リンデン大通りにあった邸宅クールラント宮殿（1782年に購入）を大々的に改装するという念願を叶えた。1785年、ビロンはフリードリヒスフェーデ（現在のティアーパルク・ベルリン動物園の一部）にあった公園と城を買い取り、これも華美なものに作り変えた。さらに翌1786年4月、ボヘミア貴族のフランツ・ヨーゼフ・マクシミリアン・フォン・ロプコヴィッツ侯爵からシレジアのザーガン公領を購入した。1800年に死去、ビロン・フォン・クールラント家の家督は甥のグスタフ・カリクストが相続した。

## 子女
ビロンは2度の結婚で子供をもうけることが出来ず、1779年に40歳近く年下のドロテア・フォン・メデムと三度目の結婚をし、間には4人の娘をもうけた。
- カタリーナ・フリーデリケ・ヴィルヘルミーネ・ベニグナ（1781年 - 1839年） - ザーガン女公。シレジアのザーガン公領とボヘミアのナーホトを相続。
- マリア・ルイーゼ・パウリーネ（1782年 - 1845年） - ホーエンツォレルン＝ヘヒンゲン侯フリードリヒ・ヘルマン・オットーと結婚、のちザーガン女公。
- ヨハンナ・カタリーナ（1783年 - 1876年） - ナポリ貴族のアチェレンツァ公爵フランチェスコ・ラヴァスキエーリ・フィエスキ・スクアルチャフィコ・ピネッリ・ピニャテッリ・イ・アイメルク（ナポリ王妃マリア・カロリーナの愛人）と結婚。
- ドロテア（1793年 - 1862年） - 第2代タレーラン公爵、ディーノ公爵エドモン・ド・タレーラン＝ペリゴールと結婚。実の父親はポーランド貴族アレクサンデル・バトフスキだったが、ビロンによって実子として認知された。のちザーガン女公。